# جیوا
در هندوئیسم جیوا (به سانسکریت: जीव) به هر موجود زنده و یا هستنده ای که به نیروی زندگی آغشته باشد گویند.